# Der Fuchs im Märchen
Der Fuchs im Märchen wird oft als schlaues, listiges und manchmal hinterlistiges Tier dargestellt. Bereits in den Fabeln des Äsop wurden ihm diese Eigenschaften zugeschrieben. Im späten Mittelalter sorgte vor allem das Epos Reineke Fuchs, dessen Stoff Goethe später für sein gleichnamiges Werk aufgriff, für Bekanntheit dieser Assoziation. Noch immer verwendete Redensarten wie „Schlaufuchs“ oder „listig wie ein Fuchs“ belegen diese auch in der heutigen Zeit, ebenso wie der Ausdruck „alter Fuchs“, der einen älteren Mann bezeichnet, der dazu in der Lage ist, seine vermeintliche Unterlegenheit gegenüber Jüngeren durch Wissen und Erfahrung mehr als auszugleichen, wobei solche Ausdrücke sowohl anerkennend als auch abwertend gemeint sein können.
Als reales Tier gibt es ihn fast weltweit, vom Polarfuchs in kalten bis hin zum Wüstenfuchs in heißen Regionen, was wohl zur Entstehung der zahlreichen Fuchsmärchen beigetragen hat. Auch ist er ein Kulturfolger, weshalb er sich nicht nur in der Wildnis, sondern auch in den Siedlungen der Menschen auskennt. Im Märchen befähigt ihn das dazu, als Mittler zwischen Wildtier und Mensch aufzutreten.
In Märchen des Fernen Ostens erscheint der Fuchs als ein sehr ehrenhaftes Tier, der Wohltaten des Menschen bis ins Extrem vergilt und aus Dank sogar sein Leben opfert. Es kommen aber auch strafende, hilfreiche und gefährliche Füchse vor, wobei letztere die Lebenskraft der Menschen rauben können. Auch kann der Fuchs den Menschen betören, zauberkundig sein und die Fähigkeit des Gestaltwandelns besitzen.

## Zaubermärchen
In Zaubermärchen erhält der Fuchs oft die Rolle des Helfers des Märchenhelden. Hans-Jörg Uther schrieb in seinem Werk Enzyklopädie des Märchens. Handwörterbuch zur historischen und vergleichenden Erzählforschung (Berlin 1999) über den Fuchs im Zaubermärchen, dass er „vor allem in der Rolle eines dankbaren (hilfreichen) Tieres“ auftrete, auch würde sich „nicht leicht ein Tier finden lassen, das ihm an Zahl der Erwähnungen“ gleichkomme, wobei „der geographische oder historische Fundort des Märchens keine entscheidende Rolle“ spiele.
Zu den Zaubermärchen gehören:
- Das Meerhäschen
- Der Beg und der Fuchs
- Der goldene Vogel
- Die Füchsin und der Schäfer (vgl. Der gestiefelte Kater)
- Die Schlange

## Tiermärchen
In Tiermärchen, die im Gegensatz zur Fabel keine Moral enthalten müssen, nutzt der Fuchs seine Schläue oft, um seinen körperlich überlegenen Kontrahenten eins auszuwischen, wobei es meist der gefräßige Wolf ist, der dabei das Nachsehen hat, jedoch können auch der Bär und der Hase Opfer seiner Streiche sein. Als Kulturfolger und somit Mittler zwischen den Welten der Wildtiere und Menschen, kann er beispielsweise den Wolf über die Begebenheiten bei den Menschen unterrichten, wobei meist das, für den Wolf negativ verlaufende, Ergattern von Futter angestrebt wird. Ebenso kann er auch den Menschen mit seinem Wissen über die Tiere beiseitestehen, um sie etwa, im Gegenzug für eine Belohnung, vor einem Bären zu bewahren. Neben letzterer eher positiven Darstellung, die sich beispielsweise in Alexander Nikolajewitsch Afanassjews Bauer, Bär und Fuchs findet, kann es auch sehr grausame Märchen vom Fuchs geben, so zum Beispiel bringt er in Jochen Dieter Ranges Der Tausch des Fuchses einen Bären dazu sich den Darm herauszureißen. Laut Hans-Jörg Uther „unterliegt das Bild des Fuchses besonders in Fabeln und Tiermärchen extremen Schwankungen in der Wertigkeit“.
Nach Sabine Lutkat führen Märchen, in denen es an Schläue vermeintlich unterlegenen Tieren gelingt, den Fuchs zu überlisten, zu größerer Schadensfreude als die üblichen Märchen mit dem hereinlegenden Vierbeiner, insbesondere wenn er als Meister der List gilt. Die Sympathie läge in solchen Fällen bei den an Schläue vermeintlich Unterlegenen. Überlistet jedoch ein Mensch den Fuchs, so bleibt sie bei diesem.
Zu den Tiermärchen gehören:
Brüder Grimm
- Der Fuchs und das Pferd
- Der Fuchs und die Frau Gevatterin
- Der Fuchs und die Gänse
- Der Fuchs und die Katze
- Der Wolf und der Fuchs
- Der Zaunkönig und der Bär
- Die Hochzeit der Frau Füchsin

Ludwig Bechstein
- Der Fuchs und der Krebs
- Der Hahn und der Fuchs
- Der Hase und der Fuchs

Weitere
- Das Katerchen, das Hähnchen und der Fuchs
- Der Adler lehrt den Fuchs fliegen
- Der Bär, der Wolf, der Fuchs und der Hase auf dem Medwischer Margrethi
- Der Fuchs als Hirte
- Der Fuchs, der Hahn und der Wiedehopf
- Der Fuchs mit den hundert Listen und der Dachs mit den zwei Listen
- Der Fuchs und der Wolf im Brunnen
- Der Hahn und der Fuchs
- Der Hase und der Fuchs
- Die Füchsin als Klageweib
- Die Katze als Frau Fuchs
- Der Fuchs und der Storch
- Vom Bauer, der Schlange und der Füchsin
- Von einem Hahnen und Fuchs
- Wie die Krähe graue Federn bekam
- Wolf, Fuchs und Esel

### Ätiologie

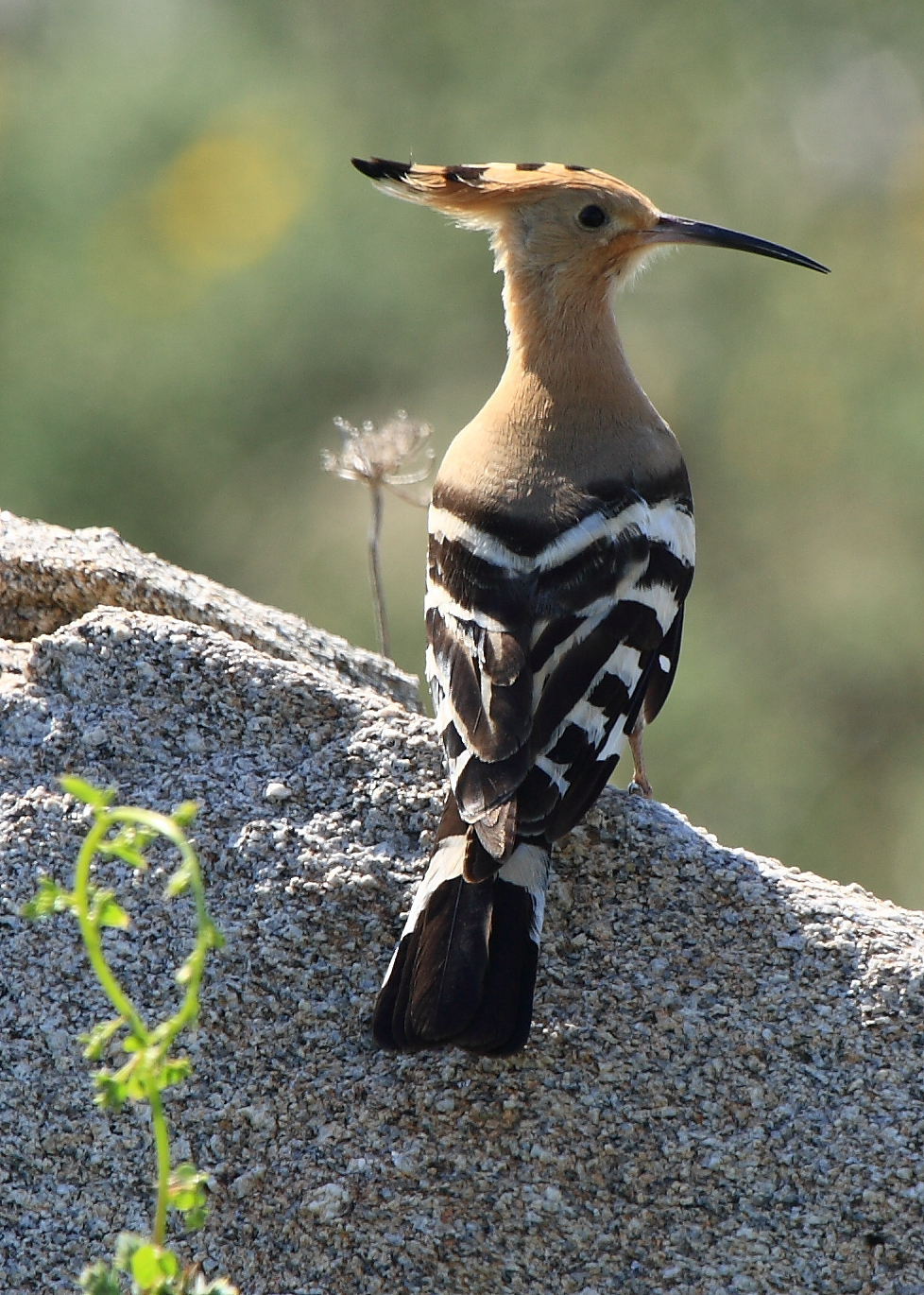
Wiedehopf (Upupa epops)

Desöfteren wird in Märchen eine bestimmte Begebenheit, wie etwa das Aussehen oder die Beschaffenheit eines Tieres, mit ätiologischen Erzählungen erklärt. Über den Fuchs wird geschrieben, dass er eine weiße Schwanzspitze hat, weil ihm, aus Zorn über seine begangenen Taten, Rahm nachgeworfen (Der Fuchs als Hirte, Asbjørnsen, Moe) oder mit einer Buttermilchkelle nach ihm geschlagen wurde (Der Schwendacker von Fuchs und Bär, Tamminen; auch Der Bär, der Wolf, der Fuchs und der Hase auf dem Medwischer Margrethi, Josef Haltrich), wobei stets nur die Schwanzspitze getroffen wurde. Auch soll er einen abstehenden Schwanz haben, da er so auf dem Boden liegen blieb, nachdem er durch den Adler erst in die Wolken mitgenommen und dann fallengelassen wurde (Der Adler lehrt den Fuchs fliegen, Jakob Hurt).
In Der Fuchs, der Hahn und der Wiedehopf (Marko Kostov Cepenkov) nimmt sich ein Wiedehopf den Schwanz des bezwungenen Fuchses und näht ihn sich am Kopf fest, weshalb auch heute noch alle Wiedehopfe einen Fuchsschwanz am Kopf haben. Auch das Aussehen des Spechts kann so erklärt werden.

### Kontaminationen
Einige der häufig sehr kurzen Tiermärchen mit dem Fuchs kontaminierten miteinander, sodass aus den verschiedenen Märchen, die in unterschiedlicher Reihenfolge kombiniert wurden, längere Märchen entstanden. Europäische Zusammenstellungen dieser Art sind aus dem russischen, ukrainischen, estnischen, lettischen, litauischen, finnischen, polnischen, serbischen, bulgarischen, griechischen, albanischen und italienischen (Schweiz) Sprachraum sowie dem deutschsprachigen Raum bekannt.
Weitere Varianten der in den Zusammenstellungen enthaltenen Einzelmärchen finden sich im norwegischen, friesischen, ungarischen, kroatischen, mazedonischen, katalanischen und baskischen Sprachraum sowie in den Überlieferungen der Roma.

#### Zusammenstellungen
Alexander Nikolajewitsch Afanassjew: Fuchs und Wolf (AT 1 + 2 + 3 + 4; Russland).
Nr. 1: Ein Mann fährt mit einem Wagen voll Fische nach Hause, als er einen wie tot daliegenden Fuchs am Straßenrand sieht. Er hebt ihn auf und legt ihn auf seinen Wagen, mit der Absicht, ihn seiner Frau zum Geschenk zu machen. Der Fuchs hatte sich jedoch nur totgestellt, wodurch er nun an die Fische gekommen ist, die er vom Wagen wirft, um sie sodann zu verspeisen.
Nr. 2: Nun kommt der Wolf des Weges, begierig auf den Fang. Der Fuchs will aber nicht teilen, also unterweist er den Wolf im Angeln und erklärt, dass er dazu seinen Schwanz in ein Eisloch am Fluss halten müsse, solange, bis genug Fische anbeißen würden. Da gerade Winter ist, friert der Schwanz des Wolfes im Eis fest, woraufhin er meint einen großen Fang gemacht zu haben. Er zieht und zieht, bekommt ihn jedoch nicht an Land und zu allem Überfluss tauchen auch noch die Menschen auf, die den Festgefrorenen kräftig verprügeln.
Nr. 3: Der Wolf sinnt nach Rache am Fuchs, der aber beschmiert sich den Kopf mit Teig und meint, dass er noch viel schlimmere Prügel einstecken musste, sodass er nun kaum noch laufen kann. So kommt es, dass der geschundene Wolf den Fuchs nach Hause trägt, der dabei immer wieder murmelt „Der Geprügelte trägt den Nichtgeprügelten“ und auf die Frage hin, was er denn sage, entgegnet „Ein Geprügelter trägt den anderen“.
Nr. 4: Daraufhin bauen sich die beiden jeweils eine Hütte, der Fuchs eine aus Rinde, der Wolf eine aus Eis. Als der Frühling kommt, schmilzt die Hütte des Wolfes, woraufhin er zum Fuchs meint, dass er ihn schon wieder betrogen hat und ihn deshalb nun fressen wird. Der Fuchs aber schlägt vor zu einer tiefen Grube zu gehen, wo derjenige, der diese überspringen könne, den anderen fressen dürfe. Der Wolf springt zuerst und fällt hinein, woraufhin der Fuchs von dannen spaziert.
Nr. 5: Spazierend, mit einem Rollholz in den Pfoten, bittet der Fuchs um Einlass in die Hütte eines Bauern, um dort die Nacht zu verbringen. Es wird ihm gewährt, doch früh am nächsten Morgen verbrennt er das Rollholz und fragt dann, wo es abgeblieben ist und in der Folge muss der Bauer ihm als Ersatz dafür eine Gans geben. Mit der Gans im Gepäck wiederholt er das Spiel bei einem anderen Bauern, wo er die Gans frisst, danach fragt, wo sie abgeblieben ist und als Ersatz einen Truthahn bekommt. Beim nächsten Bauern bekommt er die Schwiegertochter, doch der Bauer danach, lässt heimlich die Schwiegertochter aus dem Sack und setzt einen Hund hinein.
Dieses Märchen steht an erster Stelle in Afanassjews Werk Russische Volksmärchen (Band 1), das die größte Sammlung derselben darstellt und in den Jahren 1855 bis 1864 nach und nach veröffentlicht wurde. Die genannte Version ist Mitte des 19. Jahrhunderts im Gouvernement Woronesch aufgezeichnet worden und vereint mehrere russische Fuchsmärchen, die in verschiedenen Kombinationen vorkommen können. Das Märchen trägt im Deutschen auch den Titel Die Füchsin und der Wolf. Den Ursprung von Nr. 2 vermuteten einige Forscher, aufgrund des Einfrierens des Schwanzes, in nördlichen, kalten Gegenden (vgl. Eberhard, Boratav Typ 5, Anmerkung, S. 3). Wahrscheinlicher jedoch findet sich die Herkunft all der Märchen mit dem schlauen Fuchs oder Schakal in der indischen Dichtung Panchatantra.
P. E. Rudčenko: Schwesterchen Füchsin und Bruder Wolf oder Schwesterchen Füchsin und Brüderchen Wolf (AT 158 + 1 + 2 + 3 + 4, Ukraine).
Nr. 6: Eine Füchsin klaut sich einen Pfannkuchen, aus dem sie den Mohn herausfrisst, stattdessen Müll hineinstopft, die neue Ware für einen Ochsen eintauscht und den Erwerbenden dann sagt, sie sollen mit dem Essen noch warten, bis sie im Wald verschwunden ist, um sich somit aus dem Staub zu machen.
Nr. 7: Danach baut sie sich einen Schlitten, vor den sie den Ochsen spannt, doch der Wolf will auch mitfahren, legt erst eine Pfote darauf, dann zwei und obwohl es knackt, springt er schließlich drauf, sodass der Schlitten entzwei geht. Zornig befiehlt sie ihm Holz für einen neuen Schlitten zu fällen, doch er bringt nur knorriges Holz, woraufhin sich die Füchsin selbst aufmacht und er eine Gelegenheit sieht, den Ochsen aufzufressen.
Sie will es dem Wolf dann heimzahlen und es folgen die Fuchsmärchen 1 bis 3. Zuletzt springt sie in ihre Hütte und lacht den wütenden Wolf aus.
Dieses Märchen wurde zwischen 1860 und 1870 aufgezeichnet und in Rudčenkos Werk Südrussische Volksmärchen (Kiew 1869, Band 1, S. 6–9, Nr. 4) veröffentlicht. In P. V. Linturs Ukrainische Volksmärchen (Berlin 1981) wird als Titel Schwesterchen Füchsin und Bruder Wolf und Schwesterchen Füchsin und Brüderchen Wolf angegeben. Weiterhin wird dort vermerkt, dass der Teil des Märchens, in dem die Füchsin den mit Müll gefüllten Pfannkuchen gegen einen Ochsen eintauscht, nur für ukrainische Märchen vom Typ AaTh 158 charakteristisch sei. Als Varianten angegeben werden: Für AaTh 1: 8 ukrainische, 7 belorussische und 21 russische, für AaTh 2: 5 ukrainische, 8 belorussische und 17 russische, für AaTh 3: 2 ukrainische, 5 belorussische und 7 russische und für AaTh 4: 6 ukrainische, 0 belorussische und 8 russische.
Borys Dmytrowytsch Hrintschenko: Schwesterchen Füchsin (AT 170 + 154, Ukraine).
Nr. 5, mit einem Anhang Nr. 8: Die in ihren Bau geflüchtete Füchsin fragt ihre Körperteile, was sie auf der Flucht vor dem Hund gedacht haben. Die Antwort des Schwanzes gefällt ihr nicht, also hängt sie ihn raus, sodass der Hund ihn abbeißen kann.
Nr. 9: Daraufhin machen sich Hasen über ihren Stummelschwanz lustig, denen die Listige entgegnet, dass sie dafür Reigen tanzen könne. Die Hasen wollen diese Kunst auch erlernen, also lassen sie sich an den Schwänzen zusammenbinden, woraufhin die Füchsin schreit: „Der Wolf kommt“. Als die Hasen auseinanderrennen reißen sie sich ihre Schwänze aus.
Dieses Märchen wurde Anfang des 20. Jahrhunderts aufgezeichnet. Über den Märchenschluss (Nr. 9) wird in P. V. Linturs Ukrainische Volksmärchen geschrieben, dass solcherlei, die erklären, warum Tiere nur einen Stummelschwanz haben, in ostslawischen Märchen und Märchen der asiatischen Völker der ehemaligen Sowjetunion verhältnismäßig häufig seien.
Jakob Hurt: Der Fuchs, der Wolf und der Hase (AT 1 + 2 + 3 + 4, Estland).
Nr. 1–3, mit einem Anhang Nr. 10: Ein Hase stellt sich tot, um eine vorbeikommende Frau mit einem Brotkorb, durch sein plötzliches Aufstehen, zu erschrecken, woraufhin sie den Brotkorb fallen lässt, sodass sich der Wolf diesen schnappen und davonlaufen kann. Der Fuchs warnt dann vor dem Jäger, woraufhin Wolf und Hase flüchten und er den Brotkorb für sich alleine hat.
Dieses in Richard Viidalepps Werk Estnische Volksmärchen veröffentlichte Märchen wurde 1897 von Martin Luu nach Johannes Schmetterling in Maarja-Magdaleena aufgezeichnet. Es sind 14 estnische Varianten davon bekannt.
Ojārs Ambainis (Hrsg.): Der Schlitten der Füchsin (AT 170 + 158 + 136 A* + 56 B*, Lettland).
Nr. 5 (zuletzt wird ein Pferd samt Schlitten ergattert) und Nr. 7 (mit einem Hasen, einem Wolf und einem Bären), mit einem Anhang Nr. 11: Um festzustellen, wer von den dreien das Pferd aufgefressen hat, sollen alle auf einem Steg über einen Fluss gehen. Wer ins Wasser fällt, ist der Schuldige. Nacheinander tauchen Hase, Wolf und Bär immer tiefer ins Nasse, die Füchsin aber fällt ganz hinein. Woraufhin die anderen lachend fortgehen.
Nr. 12: Die Füchsin ist im Fluss gefangen, da wird ein kleiner Vogel am Uferrand ganz unruhig, da er denkt, dass die Füchsin seine Jungen aus dem sich dort befindlichen Nest fressen will. Sie bietet ihm an seine Jungen zu verschonen, wenn er ihr Reisig ins Wasser wirft, sodass sie entkommen kann. Nachdem dies geschehen ist, meint sie zum Vogel, dass sie auch noch etwas essen und trinken müsse, wozu ihr der Vogel ebenfalls verhilft. Zuletzt will sie zum Lachen gebracht werden, was der Vogel anstellt, indem er andauernd um einen von zwei Menschen herumfliegt, sodass der eine nach ihm schlägt und dadurch den anderen trifft.
Dieses Märchen wurde im Kreis Ludza aufgezeichnet. In dem Werk Lettische Märchen und Sagen, Nach Ansis Lerhis-Puškaitis und anderen Quellen zusammengestellt und redigiert von Prof. P. Šmits (Riga 1925–1937, 15 Bände) sind drei Varianten des Märchens hinterlegt, bei Alma Mednes Lettische Tiermärchen (Riga 1940) derer sogar 57. Es ist vor allem im östlichen Teil des Landes bekannt.
Jochen Dieter Range (Übers. und Hrsg.): Der Tausch des Fuchses (AaTh 170 + 2025 + 158 + 1 + 2 + 21 + 21*, Litauen).
Nr. 5 (mit einem Bastschuh) + 6 (mit Dung) + 7 (mit Wolf, Hase und Bär) + 1 + 2, mit einem Anhang Nr. 13: Der Fuchs rächt sich auch an dem Bären, indem er ihn erst dazu bringt aus seinem eigenen Darm eine Wurst zu machen und ihn danach mit voller Kraft gegen einen Baum rennen lässt, woraufhin der Bär stirbt.
Dieses Märchen stammt aus dem Werk Litauische Folklore, Gesamtred K. Korsakas, III–IV (Vilnius 1965–1967) und wurde 1935 im Kreis Švenčionys von J. Aidulis nach der Erzählerin Anelė Čelniukienė aufgezeichnet.
Josef Haltrich: Der Fuchs und der Wolf auf der Bauernhochzeit (Österreich).
Nr. 14: Während einer Bauernhochzeit steigen der Fuchs und der Wolf in den Keller des Hochzeitshauses ein, wo der Wolf die gelagerten Speisen gierig zu verschlingen beginnt, der Fuchs jedoch mit Bedacht frisst und immer wieder durch das Einstiegsloch nach draußen und wieder hinein springt. Der Wolf hält diesen für närrisch, schlingt weiter und als ihm der Wein zu Kopf steigt, beginnt er lauthals zu singen, woraufhin die Hochzeitsgäste auf ihn aufmerksam werden. Der Fuchs, der immer geschaut hatte, ob er noch durch das Einstiegsloch passt, entkommt, der vollgefressene, dicke Wolf jedoch handelt sich kräftige Prügel ein, bevor er sich zurück nach draußen zwängen kann. Es folgt Nr. 3. Sicher in seiner Höhle foppt der Fuchs den Wolf dann.
Martin Camaj: Der Vogel und der Fuchs (AT 56 B*, Albanien).
Nr. 15: Ein Vogel verrichtet die gesamte Feldarbeit für sich sowie auch für den mit anderen Dingen beschäftigten Fuchs und sagt ihm dann, dass sie trotzdem gerecht teilen wollen. Der Fuchs erwidert daraufhin, dass der Vogel den größeren Haufen verdient hat (der aus Stroh besteht) und nimmt sich den kleineren Haufen mit den Körnern.
Der Vogel lässt den Fuchs dann durch einen räudigen Hund töten, es folgt Nr. 12 (mit dem Hund und nur mit essen und lachen).
Das Märchen stammt aus der Sammlung Camajs, der es 1966 von Pasquale Norcia aus Greci aufzeichnete.
Alexander Nikolajewitsch Afanassjew: Bauer, Bär und Fuchs (AT 1030, Russland).
Nr. 16: Ein Bauer und ein Bär bauen Rüben an und sie einigen sich darauf, dass der Bauer die Wurzeln bekommt und der Bär das, was oben ist. Im nächsten Jahr bauen sie Weizen an und da der Bär gemerkt hatte, dass er zuvor einen Fehler begangen hatte, wählt er diesmal die Wurzeln aus. Als er seinen erneuten Reinfall bemerkt, will er den Bauern fressen.
Nr. 17: Der Fuchs will dem Bauern gegen den Bären zur Seite stehen, also versteckt er sich im Gebüsch, von wo aus er fragt, ob es in der Gegend Wölfe oder Bären gäbe. Da bekommt der Bär Angst (vor dem Jäger) und meint zum Bauern, er solle ihn nicht verraten, auch würde er ihn nicht mehr fressen wollen. Da verneint der Bauer die Frage des Fuchses, woraufhin dieser fragt, was das am Wagen liegende sei. Der Bär flüstert dem Bauern zu, dass er „ein Holzklotz“ entgegnen solle, was der Bauer auch tut. Der Fuchs erwidert, dass, wenn es ein Holzklotz sei, er festgebunden auf dem Wagen liegen würde, also verlangt der Bär danach gefesselt und auf den Wagen gelegt zu werden. Danach erkundigt sich der Fuchs nach dem Ding auf dem Wagen und als der Bauer erneut „ein Holzklotz“ sagt, meint der Fuchs, dass, wenn es ein Holzklotz sei, er auch eine Axt hineinstecken könne. Der Bär gibt abermals eine Anweisung und ist daraufhin tot.
Als Dank bekommt der Fuchs vom Bauern einen Sack mitgegeben, doch darin befinden sich zwei weiße Hunde und es folgt Nr. 8 mit einem tödlichen Ende.
Der Text wurde im 19. Jahrhundert im Gouvernement Tambow aufgezeichnet und von Afanassjew überarbeitet. Eine Variante mit gleicher Märchen-Kombination existiert auch im Estnischen. Sie stammt von Jakob Hurt, wurde 1891 von Paulus Paurmann nach Ann Sälikow aufgezeichnet und erhielt im Deutschen den Titel Der Bauer, der Bär und der Fuchs (AaTh 1030 + 154).
Emmanuel Tamminen: Der Schwendacker von Fuchs und Bär (AaTh 15 + 9 ABC +3, Finnland)
Nr. 18: Fuchs und Bär roden einen Schwendacker, doch der Fuchs schleicht sich immer wieder von der Arbeit weg, um aus der Butterdose des Bären zu naschen und erklärt sein Wegbleiben stets damit, dass er Pate eines Kindes stehen musste. Während der Essenszeit bemerkt der Bär den Diebstahl und beschuldigt den Fuchs, der dies natürlich abstreitet. Sie kommen dann überein, sich in die Sonne zu legen, und derjenige, aus dessen Schnauze dann geschmolzene Butter fließt, müsse der Schuldige sein. Als der Bär eingeschlafen ist, bestreicht der Fuchs die Schnauze des Schlafenden mit Butter, der sich, wiedererwacht, mit der Schuld abfinden muss.
Es folgt Nr. 15, wobei der Bär anschließend fragt, warum sich seine Spreu nicht richtig mahlen lässt, woraufhin ihm der Fuchs rät Sand hineinzumischen, sodass es wie das Mahlen von Körnern klingt. Der dann zubereitete Brei des Bären ist jedoch schwarz, also rät ihm der Fuchs Wasser aus der Quelle von Ilmala zu holen, um ihn weiß zu machen. Der Fuchs sucht daraufhin die Frauen von Ilmala auf, erzählt ihnen, dass der Bär ihre Quelle verschmutze und während sie weg sind, frißt er die gerade hergestellte Buttermilch auf. Als die Frauen wiederkommen, gelingt es ihnen nur noch ihm mit der Buttermilchkelle eins auf den Schwanz zu schlagen und seitdem ist das Schwanzende des Fuchses weiß.
Das Märchen wurde 1886 von Amanda Grönholm in Raisio erzählt. Über den Ackerbau der Tiere gibt es in Finnland ca. 230 Aufzeichnungen. Über den ersten Teil (Nr. 18), der in der Regel als eigenes Märchen vorgetragen wird, liegen dem Folklore-Archiv der Finnischen Literaturgesellschaft in Helsinki ca. 70 Aufzeichnungen vor, so z. B. auch ein 1886 von Maijastiina Mikkola in Orimattila erzähltes Märchen, das im Deutschen den Titel Der Fuchs frißt den Butternapf bekam.
Borys Dmytrowytsch Hrintschenko: Die Füchsin, die Tiere und der Specht (AT 20 A + 21 + 248 A* (= AA *56 C), Ukraine)
Nr. 19: Schwesterchen Füchsin begibt sich auf Pilgerfahrt und während der Reise schließen sich ihr eine Reihe von Tieren an. Sie fallen allesamt in eine Grube, in der sie hungern und schließlich sagt die Füchsin, dass sie denjenigen fressen sollten, der den hässlichsten Namen hat. Nachdem es um den Bären geschehen ist, stellt sich der Hunger erneut ein. Die Füchsin, die sich die Därme des Bären aufgehoben hatte, zieht diese nun unter sich hervor und frisst sie, woraufhin die anderen Tiere sie fragen, was sie denn da fresse und sie entgegnet, dass sie ihre eigenen Därme fresse. Da tun es die Tiere ihr nach, sterben und landen im Magen der Füchsin.
Es folgt Nr. 12 (mit der Grube und einem Specht), wobei das Beschaffen des Essens mit Nr. 10 verbunden ist und die Füchsin auch noch erschreckt werden will, was der Specht anstellt, indem er Hunde zur Füchsin lockt. Durch Nr. 8 kommt es zu einem tödlichen Ende.
Der Text wurde Anfang des 20. Jh. aufgezeichnet.

#### Weitere Zusammenstellungen und Varianten der Einzelmärchen
Nr. 1:
- Josef Haltrich: Der Fuchs betrügt den Bauern um die Fische, der Wolf frißt sie (Österreich), hier frisst der Wolf die Fische und lässt dem Fuchs nur Gräten.[42]
- Oskar Kolberg: Die Füchsin und der kleine Wolf (AT 34, Polen), Nr. 1 folgt eine Geschichte mit einem Wolf voller Wasser, der spritzt, inklusive Elementen aus Nr. 3 + 8.[19]

Nr. 1+2+8
- Kaarle Krohn: Der Wolf, der Fuchs und der Kranich (AaTh 1 + 2 + 5 + 30 + 33 + 60 + 225, Finnland), beginnt mit Nr. 1, 2 und einer Passage ähnlich Nr. 8, in der der Wolf die Pfote des sich unter einer Baumwurzel versteckenden Fuchses zu packen bekommt, der Fuchs ihn dann jedoch davon überzeugt, die Pfote für die Baumwurzel und die Baumwurzel für die Pfote zu halten, sodass der Wolf dann in die Baumwurzel hineinbeißt. Danach landen Wolf, Fuchs und ein Kranich in einer Grube aus der nur letztere beiden lebendig entkommen können und es folgen die Fuchsmärchen Der Fuchs und der Storch sowie Der Adler lehrt den Fuchs fliegen. Erzählt wurde das Märchen von Ierikka Ikonen in Ilomantsi, wobei in dem Werk Die Märchen der Weltliteratur – Finnische Volksmärchen von Pirkko-Liisa Rausmaa und Ingrid Schellbach-Kopra vermerkt wird, dass die letzten beiden Fuchsmärchen normalerweise nicht mit anderen verbunden werden. Von den ersten beiden Fuchsmärchen existieren in den Sammlungen des Folklore-Archivs der Finnischen Literaturgesellschaft in Helsinki ca. 200 Aufzeichnungen.[9]

Nr. 1–3:
- Elena Ognjanowa (Hrsg.): Der Fischer, der Wolf und der Fuchs (Bulgarien), aufgezeichnet 1950 von Elena Ognjanowa nach der Erzählerin Ivanka Ognjanova.[21]

Nr. 1+3:
- Johann Georg von Hahn: Von der Füchsin, dem Wolfe und dem Priester (Griechenland), entfernt ähnlich, stammt von der Insel Tinos.[23][43]

Nr. 1+3+6:
- Vuk Karadžić: Wie sich der Fuchs am Wolfe gerächt hat (Serbien), enthält Nr. 6 (aus Erde gebacken), Nr. 1 (mit Käsen), die Geschichte mit dem Wolf voller Wasser, der spritzt und Nr. 3, am Ende wird ein Pfahlspringen veranstaltet, bei dem sich der Wolf aufspießt.[20]

Nr. 2:
- Ludwig Bechstein: Der Hase und der Fuchs (AaTh 1* + 2, Deutschland), nur der letzte Teil ist Nr. 2 ähnlich, hier sind es ein Hase und ein Fuchs.
- Josef Haltrich: Der Fuchs lehrt den Wolf fischen (Österreich).[44]
- Peter Christen Asbjørnsen, Jørgen Engebretsen Moe: Warum der Bär einen Stumpfschwanz hat (Norwegen), der Bär zieht hier so sehr an seinem Schwanz, dass er abgeht. Seitdem hat er einen Stumpfschwanz.[28]
- Jan A. Schoelier: Der Wolf und der Fuchs (AaTh 2 + AaTh 103, Friesen), nur der erste Teil entspricht Nr. 2, wobei eine Ente gefangen werden soll.[29]

Nr. 3:
- Brüder Grimm: Der Fuchs und die Frau Gevatterin (ATU 3* + 4, Deutschland), nur der letzte Teil besteht aus Nr. 3.
- Maja Bušković-Stulli (Hrsg.): Die Erzählung vom Wolf und vom Fuchs (AT 160*** + 4 + 34 + 2032, Kroatien), enthält Nr. 3, aufgezeichnet etwa 1884 in Cavtat von Marija Pohl nach Ane Matijašević.[31]
- Wolfgang Eschker (Übers. und Hrsg.): Der Wolf und der Fuchs (AaTh 9 + 4, Serbien), bei einer Hochzeitsfeier bringt der Fuchs den Wolf dazu in den Schornstein des Hochzeitshauses zu gucken und stößt ihn dann hinein. Während der Wolf verprügelt wird, schlägt sich der Fuchs im Keller den Bauch voll und es folgt Nr. 3. Das Märchen ist bei Vladimir Bovan (Nr. 6, S. 36) zu finden.[45]

Nr. 5:
- Matthias Johann Eisen: Der Fuchs im Nachtquartier (AT 170, Estland), aufgezeichnet 1925 von Helju Grepp, 20 Varianten.[46]

Nr. 6:
- Wolfgang Eschker (Übers. und Hrsg.): Der Fuchs rächt sich am Wolf (Serbien), beginnt mit Nr. 6 (mit Erde), danach frißt der Wolf die ergatterte Stute, woraufhin ihn der Fuchs zu einem Pfahlspringen überredet, was für den Wolf tödlich endet. Aufgezeichnet 1951 in Strojice bei Jajce, Bosnien von Ljuba Simić nach Miloš Milčić.[45]

Nr. 10:
- Ludwig Bechstein: Der Hase und der Fuchs (AaTh 1*, 2, Deutschland), nur der erste Teil besteht aus Nr. 10 (ohne der Warnung vor dem Jäger).
- Wentworth Webster: Acheria, der Fuchs (Basken), enthält Nr. 10.[34]

Nr. 12:
- Josef Haltrich: Die kluge Meise und der Fuchs (Österreich), nur mit essen, trinken und lachen.[47]
- Bronislava Kerbelytė (Hrsg.): Der Fuchs und der Sperling (AT 136 A* + 56 C*, Litauen), nur der letzte Teil besteht aus Nr. 12. Im ersten Teil wollen ein Kater, der Fuchs und der Wolf zur Beichte gehen, wobei Fuchs und Wolf in einer Grube landen (ähnlich Nr. 11). Der Wolf kann herausspringen, der Fuchs jedoch nicht. Aufgezeichnet 1905 im Kreis Raseiniai von P Šivickis nach dem Erzähler K. Bakšys.[18]
- R. A. Stewart Macalister: Reineke Fuchs (Roma), nur der letzte Teil besteht aus Nr. 12, nur mit trinken und lachen.[35]
- Joan Amades: Die Amsel, die Füchsin und der Hund (Katalonien), hier frisst eine Füchsin die Kinder der Amsel, woraufhin diese sich rächt und ihr, mit der Hilfe eines Hundes, den Tod bringt. Anschließend verhilft sie dem Hund zum Essen, Trinken und Lachen.[33]

Nr. 14:
- Brüder Grimm: Der Wolf und der Fuchs (ATU 41, 122, Deutschland), nur der letzte Teil besteht aus Nr. 14.
- Ojārs Ambainis (Hrsg.): Die Füchsin als Dienstmagd des Wolfes (AT 41, Lettland), nur der letzte Teil besteht aus Nr. 14. Aufgezeichnet im Kreis Madona. 2 Varianten nach LPT[48] und 23 Varianten nach AM.[49][50]
- Adalbert Kuhn: Wolf und Fuchs im Hochzeithause (Deutschland).[51]
- Jakob Hurt: Der Wolf und der Fuchs im Speicher (AT 41, Estland), aufgezeichnet 1891 von M. Jennes.[52]

Nr. 14+3:
- Martin Camaj: Der Wolf und der Fuchs (AT 5 (Schluss), Albanien), besteht aus Nr. 14 (entfernt ähnlich) und Nr. 3, stammt aus der Sammlung Camajs, dem es ein italienischer Student 1966 erzählte.[25]

Nr. 14+3+15:
- Jolanda Bianchi-Poli: Der Wolf und der Fuchs in der Alphütte (Tessin), beginnt mit Nr. 14, wobei sich Wolf und Fuchs hier die Milch im Keller eines Bauern teilen. Der Fuchs nimmt sich nur den Rahm, während der Wolf die gesamte Milch trinkt, einschläft und dann vom Bauern verprügelt wird. Es folgt Nr. 3 und ein Ende ähnlich Nr. 15, bei dem sich der Fuchs mit dem Korn und der Wolf mit dem Spreu jeweils eine Suppe kochen und der Wolf auf die Frage hin warum seine Suppe nicht schmeckt die Antwort erhält, dass mit dem Schwanz umgerührt werden müsse.[26]

Nr. 15:
- Jakob Hurt: Der Fuchs und der Wolf dreschen Korn (AT 65* + 9, Estland), beginnt damit, dass der Fuchs den Wolf dazu bringt einen Mistkäfer zu essen und ihm dann weismacht, dass das Essen einiger Schnitter nicht schmecke würde, woraufhin er es selbst verspeist. Es folgt Nr. 15, wobei der Fuchs den Wolf arbeiten lässt, der sich den größeren Haufen andrehen lässt. Aufgezeichnet von H. Prants.[53]
- Georgios A. Megas (Samm. und Hrsg.): Der Wolf und der Fuchs (AaTh 9 A, Griechenland), hier lässt der Fuchs den Wolf arbeiten, der sich den größeren Haufen andrehen lässt, stammt aus der Sammlung Stambolas aus Megara 1914.[24]
- Wolfgang Eschker (Hrsg. und Übers.): Der Fuchs, der Igel und der Maulwurf (Mazedonien), nach der Ernte streiten sich Igel und Maulwurf, woraufhin der erscheinende Fuchs teilen soll, was er auch, zu seinen Gunsten, tut.[32]

Nr. 16:
- Joan Amades: Gevatter Wolf, Gevatterin Fuchs und die Kröte (Katalonien), hier mit einem Wolf und einer Füchsin sowie Kartoffeln und Kohl. Beim dritten Mal jedoch, wird, auf den Rat eines Hundes hin, ein Wettrennen zwischen der Füchsin und einer Kröte (ähnlich Der Hase und der Igel) veranstaltet und der Wolf, für den die siegreiche Kröte antrat, bekommt den Großteil der Ernte.[54]

Nr. 17:
- Josef Haltrich: Der Bauer, der Bär und der Fuchs (Österreich), beginnt damit, dass der Bär einen Ochsen vom Bauern will. Nach Nr. 17, am Ende, entgeht dem Bauern einer, woraufhin der Fuchs ihn fragt, was das sei. Als der entgegnet „ein Windhund“, bekommt der Fuchs Angst, verzichtet auf seinen Lohn und flieht.[55]
- László Arany, Pál Gyulai: Der Fuchs, der Bär und der arme Mann (ATh 154, Ungarn), beginnt damit, dass sich der Mann über den sich mit einem Hasen balgenden Bären lustig macht. Nach Nr. 17, am Ende, bellt der Bauer in seinem Haus, sodass der Fuchs Angst bekommt, auf seinen Lohn verzichtet und flieht. Aufgezeichnet von Pál Gyulai in der zweiten Hälfte des 19. Jahrhunderts in Kolozsvár.[30]
- Borys Dmytrowytsch Hrintschenko: Der Bär, der alte Mann und der Fuchs (AT 154, Ukraine), beginnt damit, dass tatsächlich Jäger kommen, woraufhin der Mann den Bären versteckt, dieser will ihn dann fressen. Aufgezeichnet Ende des 19. Jahrhunderts im Kreis Sumy.[56]
- Kyrill Haralampieff (Hrsg.): Der Fuchs als Retter (Bulgarien), beginnt damit, dass ein Pope einen Bären aus einem Schlammloch rettet, wofür er Honig bekommt, doch darf er niemanden von dem Erlebten erzählen. Als er es dennoch tut, will der Bär ihn fressen. Aufgezeichnet in Bjala von Al. Burmov nach Marija K. Burmova.[22]
- Johann Georg von Hahn: Von der Bärin, dem Bauer und der Füchsin (Griechenland), beginnt damit, dass der Bauer eine Bärin beobachtet, die gerade von einem Hasen geküsst wird, was er niemanden sagen darf und zudem Honig bekommt, doch er tut es doch, woraufhin ihn die Bärin fressen will. Nach Nr. 17 lässt der Bauer Hunde auf die Füchsin los, denen sie entkommen kann und sich dann fragt, was ihr denn in den Sinn gekommen war, Richter zu spielen (siehe auch das Ende von Vom Bauer, der Schlange und der Füchsin). Danach wird sie erschlagen. Stammt aus Ziza in Epirus.[57][58]
- Maja Bušković-Stulli (Hrsg.): Der Mann, der Hase, der Fuchs und der Bär (Kroatien), am Anfang verspottet ein Hase die Jungen eines Bären, der diesen daraufhin verfolgt und sich verfängt. Ein Mann befreit ihn, bekommt dafür Honig, darf jedoch nichts davon sagen, als er es dennoch tut, will der Bär ihn töten. Nach einer Passage ähnlich Nr. 17, entgeht dem Mann einer, woraufhin der Fuchs fragt, was das sei. Da entgegnet der Mann: „Ei, nichts, gestern habe ich neun Jagdhunde gegessen, und jetzt wollen sie mit Gewalt herauskommen“, woraufhin der Fuchs auf den Lohn verzichtet und das Weite sucht. Aufgezeichnet vor 1858 in Varaždin von Matija Valjavec.[59]
- Wolfgang Eschker (Übers. und Hrsg.): Wie der Fuchs den Mann rettete (AaTh 161, Serbien). Aufgezeichnet von Jovan L. Srećković in der Gegend von Sekurič, Levač in Zentralserbien.[45]
- Samuel Czambel: Bauer, Wolf und Fuchs (Slowakei). Mit einem Wolf und einem auch für den Fuchs tödlichen Ende.[60]

Nr. 18:
- Brüder Grimm: Katze und Maus in Gesellschaft (ATU 15, Deutschland), mit Katze, Maus und einem Fetttopf.
- Matthias Johann Eisen: Der Fuchs, der Wolf und der Bär (Aarne 15, Estland), hier klauen Fuchs, Wolf und Bär zwei Bütten voll Butter aus einem Keller.[61][62]
- Ojārs Ambainis (Hrsg.): Die Füchsin als Magd des Bären (AT 15, Lettland), hier wird Honig geklaut. 7 Varianten nach LPT[48] und 105 Varianten nach AM.[49][63]
- Peter Christen Asbjørnsen, Jørgen Engebretsen Moe: Wie der Fuchs den Bären ums Weihnachtsessen prellt (Norwegen), es wird ein Viertel Butter gekauft.[64]
- Alexander Nikolajewitsch Afanassjew: Die Füchsin als Hebamme[65] (auch Wie die Füchsin die Wehmutter gemacht hat, AT 15, Russland), mit Honig. Aufgezeichnet im 19. Jh. im Kreis Perejaslawl-Salesski von N. Nazarov.[66]
- Borys Dmytrowytsch Hrintschenko: Die Füchsin als Taufpatin (Ukraine), mit Honig. Aufgezeichnet Anfang des 20. Jh.[67]
- Johann Georg von Hahn: Von dem Wolfe, der Füchsin und dem Honigtopfe (auch Der Wolf und die Füchsin[68] oder Vom Wolf, der Füchsin und dem Honigtopfe, Griechenland), mit Honig und einem Ende wie der „Baumwurzel-Pfoten-Tausch“ bei Kaarle Krohn (siehe: Nr. 1+2+8).[69][70]
- Kuzman Anastasov Šapkarev: Der Fuchs und der Wolf (Mazedonien), mit Honig. Aufgezeichnet in Ochrid.[71]
- Evelina Pereira da Silva: Der Fuchs und der Wolf (AT 15, Portugal), mit einem Schaf.[72]
- John G. Campbell of Tiree: Der Wolf und der Fuchs (Schottland), ein Sturm spült ein Fäßchen Butter an. Aufgezeichnet durch John G. Campbell of Tiree.[73]
- F. May: Der Wolf und der Fuchs (ATh 15, Frankreich), am Ende bepisst der Fuchs den schlafenden Wolf, der daraufhin des Butterklaus überführt ist.[74][75][76]
- G. J. Boekenoogen: Fuchs und Wolf (ATh 15, Niederlande). Aufgezeichnet 1894 in Beilen.[77]

Nr. 19:
- Ojārs Ambainis (Hrsg.): Wie der Fuchs die Tiere betrog (AT 20 A + 21 + 31, Lettland), hier wird der Bär gefressen, da er am gröbsten schreit. Zum Schluss steigt eine Ziege in die Grube, durch die der Fuchs, sie erkletternd, entkommen kann. Aufgezeichnet im Kreis Daugavpils.[78]